# Mama (Genesis)
Mama è un singolo del gruppo musicale britannico Genesis, pubblicato il 22 agosto 1983 come primo estratto dal dodicesimo album in studio Genesis.
Riconoscibile facilmente dal suo iniziale groove di drum machine, che viene poi inoltrato da un sintetizzatore e successivamente dalla voce di Phil Collins. Rimane tuttora il più grande successo commerciale della band in Gran Bretagna, dove raggiunse la #4 posizione nella classifica inglese, ed entrò inoltre nella top 10 delle classifiche europee. Fu invece meno popolare negli Stati Uniti dove raggiunse solo la posizione #73 nelle top 100.

## Descrizione
Il brano iniziò da un pattern di drum-machine creato da Mike Rutherford. Tony Banks vi suonò delle melodie e sequenze di accordi, sopra le quali Phil Collins cantava delle melodie. Rutherford aggiunse poi un'ulteriore sequenza di accordi (questa volta di chitarra) su cui Collins cantò "Can't you feel my heart, oh, now listen to me Mama...".
È uno dei brani più famosi dei Genesis del dopo-Gabriel e parla dell'inconsueto rapporto di una prostituta con un suo cliente. La prostituta non lo ricambia perché non è interessata a lui; viceversa, lui ha una fissazione ossessiva per lei, e insiste a chiamarla in gergo, "mama". L'ispirazione per la canzone venne da un libro letto da Phil Collins chiamato The Moon's A Balloon ("La luna è un palloncino"), di David Niven . Nel libro, un giovane si innamora di una prostituta più grande di lui che non ricambia il suo affetto. Celebre è la risata sinistra di Phil Collins, ispirata per sua stessa ammissione a quella udibile nel brano The Message (1982) dei Grandmaster Flash and The Furious Five.

## Formazione
- Tony Banks – tastiera
- Mike Rutherford – chitarra, basso
- Phil Collins – batteria, percussioni, drum machine, voce.

## Classifiche
| Classifica (1983)             | Posizione massima |
| ----------------------------- | ----------------- |
| Austria                       | 10                |
| Belgio (Fiandre)              | 21                |
| Finlandia                     | 5                 |
| Francia                       | 3                 |
| Germania                      | 4                 |
| Irlanda                       | 5                 |
| Italia                        | 9                 |
| Norvegia                      | 3                 |
| Nuova Zelanda                 | 27                |
| Paesi Bassi                   | 7                 |
| Regno Unito                   | 4                 |
| Stati Uniti                   | 73                |
| Stati Uniti (mainstream rock) | 5                 |
| Svizzera                      | 2                 |

## Altri usi
- L'Illusionista David Copperfield ha usato la canzone durante uno dei suo numeri, l'illusione Cocoon.
- La canzone è presente inoltre anche nell'episodio Filastrocca mortale (tit. or. Death and Taxes), 6º episodio della 7ª stagione di Magnum, P.I.[10], popolare serie tv statunitense degli anni ottanta con Tom Selleck. Questo particolare episodio parla di un killer di prostitute che lascia delle tracce a Magnum sui suoi prossimi crimini.
- La canzone è presente anche nel videogioco  Grand Theft Auto IV, come una delle tracce musicali trasmesse dalla stazione radio Liberty Rock.